# 聖拉古法
聖拉古計算法（Sainte-Laguë method），又譯聖拉格計算法，為比例代表制最高均數方法選舉形式之一。
该计算法于1832年由美国政治家、参议员丹尼尔·韦伯斯特首次描述。1842年，美国国会采用了按比例分配席位的方法。同样的由法国数学家安德烈·圣拉居于1910年独立发明。

## 基本规则
规则的目的是：将一定数量的议会席位，分配给几个参加选举、并有资格进入议会的党派。注意某些情况下，选票数目过低的党不具备进入议会的资格。（選舉門檻）
步骤：
第一轮：将每一党派所取得初始票数除以1，进行第一轮比较，票数最多的党派获得第1席。
第二轮：将得到第一席的党派的原始得票数除以3，其他党派票数不变，进行第二轮比较，票数最多的党派获得第2席。注意，此时第一轮比较时得票最多的党派可能已经不是最多的了。
第三轮：将第二轮得票最多党派的原始得票数除以5，其他党派不变，进行第三轮比较，票数最多的党派获得第3席。以此类推，直至议会所有席位全部分配完毕。
……
关键点：
1. 每轮比较都要分配至少一个席次。
2. 上述步骤中所使用的比例系数只是一个例子。实际操作中可以调整这些系数。
3. 始终用党派的初始票数除以比例系数。
4. 比例系数和轮次无关，只与票数操作的次数有关。
5. 只有党派获得了席位，才会在下一轮比较之前，对其初始票数进行除以比例系数的操作，获得用于下一轮比较的票数。没有获得席次的其他党派，在下一轮比较时延用上一轮的票数。

## 举例
例如，议会中总共有7个席位。A、B、C、D和E五个政党参与选举并分别获得340,000，280,000，160,000，60,000和15,000票。

### 方法一：轮次法
每比较一次，都对相应党派的票数进行一次相应的操作。
|           | 操作                                | 政党A   | 政党B   | 政党C   | 政党D  | 政党E  |
|           | 进行选举，获得各党派原始票数        | 340,000 | 280,000 | 160,000 | 60,000 | 15,000 |
| 比较轮次1 | 各党派原始票数除以1，政党A获得第1席 | 340,000 | 280,000 | 160,000 | 60,000 | 15,000 |
| 比较轮次2 | 政党A原始票数除以3，政党B获得第2席  | 113,333 | 280,000 | 160,000 | 60,000 | 15,000 |
| 比较轮次3 | 政党B原始票数除以3，政党C获得第3席  | 113,333 | 93,333  | 160,000 | 60,000 | 15,000 |
| 比较轮次4 | 政党C原始票数除以3，政党A获得第4席  | 113,333 | 93,333  | 53,333  | 60,000 | 15,000 |
| 比较轮次5 | 政党A原始票数除以5，政党B获得第5席  | 68,000  | 93,333  | 53,333  | 60,000 | 15,000 |
| 比较轮次6 | 政党B原始票数除以5，政党A获得第6席  | 68,000  | 56,000  | 53,333  | 60,000 | 15,000 |
| 比较轮次7 | 政党A原始票数除以7，政党D获得第7席  | 48,571  | 56,000  | 53,333  | 60,000 | 15,000 |
|           |                                     |         |         |         |        |        |
|           | 所有席次分配完毕                    | 3       | 2       | 1       | 1      | 0      |

### 方法二：算表法
先对所有党派原始票数进行除以各比例系数的操作，再将整个表格的票数从大到小排列，选出前7个最多的票数，分配席次。
| 政党 | 原始票数 | 原始票数/1    | 原始票数/3    | 原始票数/5   | 原始票数/7 | 总席次 |
| ---- | -------- | ------------- | ------------- | ------------ | ---------- | ------ |
| A    | 340,000  | 340,000 第1席 | 113,333 第4席 | 68,000 第6席 | 48,571     | 3      |
| B    | 280,000  | 280,000 第2席 | 93,333 第5席  | 56,000       | 40,000     | 2      |
| C    | 160,000  | 160,000 第3席 | 53,333        | 32,000       | 22,857     | 1      |
| D    | 60,000   | 60,000 第7席  | 20,000        | 12,000       | 8,571      | 1      |
| E    | 15,000   | 15,000        | 5,000         | 3,000        | 2,143      | 0      |

## 改良
| 名單中候選人順序 | 1    | 2  | 3  | 4  | 5  | 6   |
| ---------------- | ---- | -- | -- | -- | -- | --- |
| 聖拉古法         | /1   | /3 | /5 | /7 | /9 | /11 |
| 改良聖拉古法     | /1.4 | /3 | /5 | /7 | /9 | /11 |

改良聖拉古法可以削減小黨席位，使議會穩定。當然這個比例也可以修改，如瑞典在2018年將此改為1.2而使其稍為有利小黨。

## 外部連結
- Excel Sainte-Laguë calculator （页面存档备份，存于）
- Seats Calculator with the Sainte-Laguë method （页面存档备份，存于）
- Java implementation of Webster's method （页面存档备份，存于） at cut-the-knot
- Elections New Zealand explanation of Sainte-Laguë
- Java D'Hondt, Saint-Lague and Hare-Niemeyer calculator （页面存档备份，存于）